# Bromheadia finlaysoniana
Bromheadia finlaysoniana es una especie de orquídea de hábito terrestre. Es originaria de Asia y Australia.

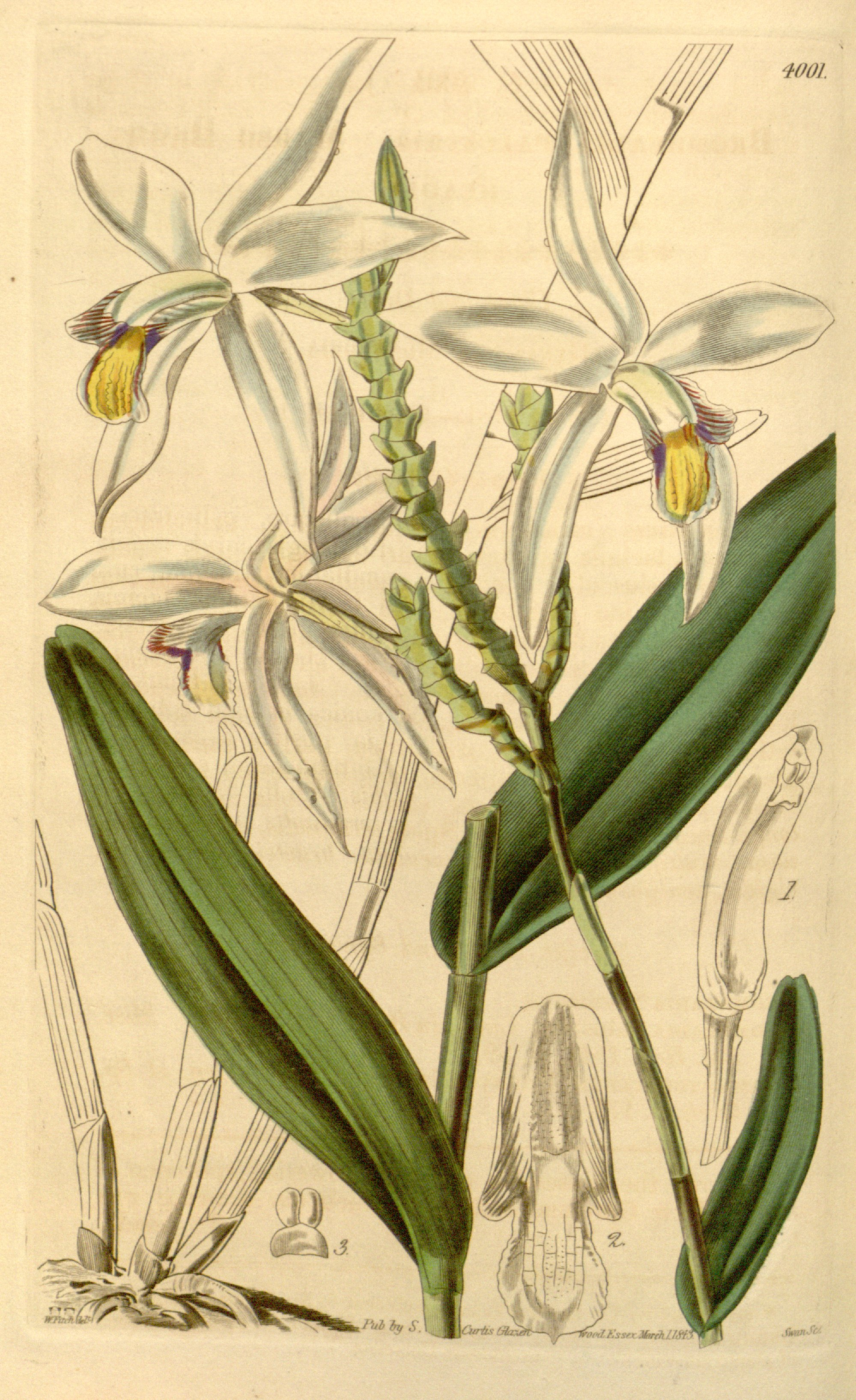
Ilustración

## Descripción
Es una orquídea de gran tamaño que prefiere el clima cálido, tiene hábitos terrestres con tallos que están enfundados con hojas basales, excepto cerca del ápice y la base con forma de cinta de 2 a 3 cm, apices bilobulados, con lóbulos a veces desiguales, estrechando gradualmente abajo en la base. Florece en el verano, la primavera y el otoño en una inflorescencia terminal, de 15 cm de largo, raramente ramificada, con hasta casi 50 flores, con pocos a la vez florecidas llevando flores abiertas.

## Distribución y hábitat
Se encuentra en Tailandia, Laos, Camboya, Vietnam, Malasia, Java, Sumatra, Borneo, Molucas, Nueva Guinea y Filipinas en matorrales abiertos y bosques montanos en elevaciones ligeras de 50 a 1.500 metros. 

## Propiedades
Un ADNc para la enzima dihidroflavonol 4-reductasa ha sido clonado a partir de B. finlaysoniana
Las raíces se hierven y el caldo se toma por vía oral para ayudar a prevenir el reumatismo y dolores en las articulaciones.

## Taxonomía
Bromheadia finlaysoniana fue descrita por (Lindl.) Miq. y publicado en Flora van Nederlandsch Indië 3: 709. 1859.
Etimología
 Bromheadia: nombre genérico otorgado en honor del botánico amateur inglés Edward French Bromhead entusiasta de las plantas de 1800.
Sinonimia
- Bromheadia finlaysoniana var. palustris (Lindl.) J.J.Sm.
- Bromheadia palustris Lindl.
- Bromheadia palustris var. papuana J.J.Sm.
- Bromheadia sylvestris Ridl.
- Coelogyne caulescens Griff.
- Grammatophyllum finlaysonianum Lindl. basónimo[6][7][8]